# Family Circle Cup 1990
Il Family Circle Cup 1990 è stato un torneo di tennis giocato sulla terra verde. È stata la 18ª edizione del Family Circle Cup, che fa parte della categoria Tier I nell'ambito del WTA Tour 1990. Si è giocato al Family Circle Tennis Center di Hilton Head negli Stati Uniti dal 2 all'8 aprile 1990.

## Campionesse

### Singolare
Martina Navrátilová ha battuto in finale  Jennifer Capriati con il punteggio di 6–2, 6–4

### Doppio
Martina Navrátilová /  Arantxa Sánchez Vicario hanno battuto in finale  Mercedes Paz /  Nataša Zvereva con il punteggio di 6–2, 6–2